# Lucius Cornelius Scipio Barbatus

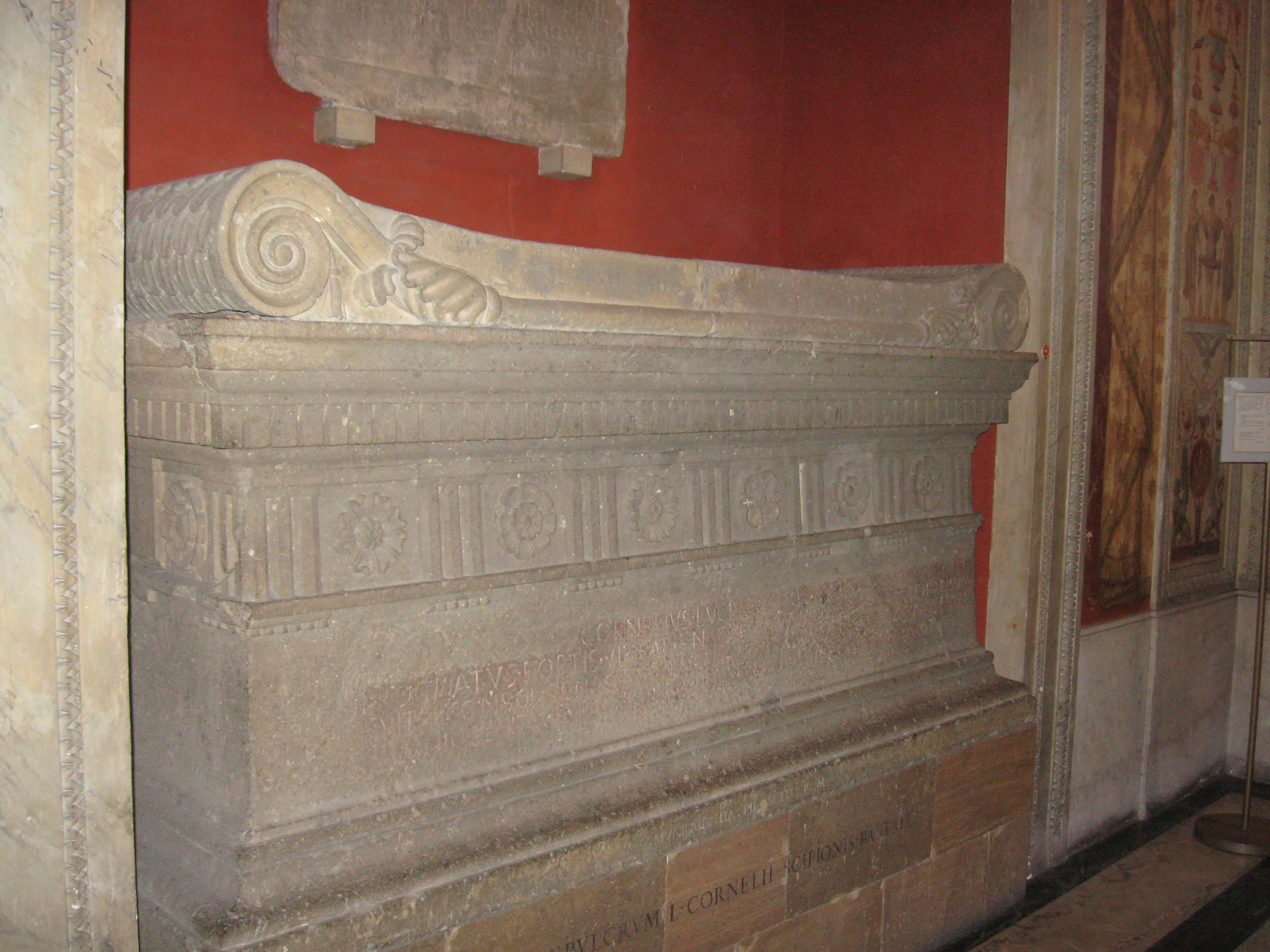
Sarcofaag van Lucius Cornelius Scipio Barbatus (Vaticaanse musea, Museo Pio-Clementino, Vestibolo quadrato nr. 13).

Lucius Cornelius Scipio Barbatus (volledige naam: L. Cornelius Cn.f. Scipio Barbatus), behorend tot de familie van de Cornelii Scipiones, was een Romeins politicus en militair.
Lucius Cornelius Scipio Barbatus was niet de eerste vertegenwoordiger van deze tak van de gens Cornelia, maar gold desalniettemin als stamvader van deze familie. Hij bekleedde waarschijnlijk ten laatste in 301 v.Chr. het ambt van aedilis curulis en werd in 298 v.Chr. samen met Gnaius Fulvius Maximus Centumalus consul. In deze functie leidde hij het Romeinse leger naar een zege tegen de Etrusken in de buurt van Volaterrae (Volterra). Hij nam Taurasia en Cisauma in, onderwierp heel Lucanië en voor korte tijd ook Samnium. Het elogium, waarin zijn daden werden afgeschilderd, is mogelijkerwijs pas later opgesteld geworden. Barbatus was in 295 v.Chr. propraetor, was waarschijnlijk in 280 v.Chr. samen met een zekere Gnaius Domitius censor en was reeds voor 304 v.Chr. pontifex maximus en bleef dit tot aan zijn dood (na 280 v.Chr.). Hij was de vader van Lucius Cornelius Scipio (consul in 259 v.Chr.).
Hij werd als eerste in de tombe van de Scipiones bijgezet. Zijn sarcofaag bevindt zich nu in de Vaticaanse musea.